# Hymenaea rubriflora
Hymenaea rubriflora är en ärtväxtart som beskrevs av Adolpho Ducke. Hymenaea rubriflora ingår i släktet Hymenaea och familjen ärtväxter.

## Underarter
Arten delas in i följande underarter:
- H. r. glabra
- H. r. rubriflora